# パトロン
パトロン（英: patron）は、後援者、支援者、賛助者、奨励者、または特権を持つ人や財政支援をする人をいう。現代でのパトロンは、必ずしも金銭援助に限るわけではなく、パトロンの人脈や影響力によって貢献するケースもある。後援、支援、賛助、奨励の行為そのものは、パトロネージュ(パトロネージ/パトロネッジ/パトロネジ/パトロナージュ）（英: patronage、仏: patronage）と呼ぶ。
美術史や音楽史においてのパトロネージュは、王や教皇、資産家が、音楽家、画家や彫刻家等に与えた支援を指す。また、教会聖職禄授与権、得意客が店に与えるひいきや愛顧、また守護聖人を指すこともある。

## 語源
ラテン語のパテル（pater、父）から派生した同じくラテン語のパトロヌス (patronus) に由来し、客に利益を与える者の意味であった。パトロヌスとは古代ローマにおいて存在した私的な庇護関係（クリエンテラ、パトロキニウム）における保護者を指し、被保護者であるクリエンテスとの関係は一種の親子関係にも擬せられた。パトロヌスはクリエンテスに対して法的、財政的、政治的援助を与える存在であり、こうした役割からもっと一般的に保護者を意味してパトロンが使われるようになった。

## 文化・芸術

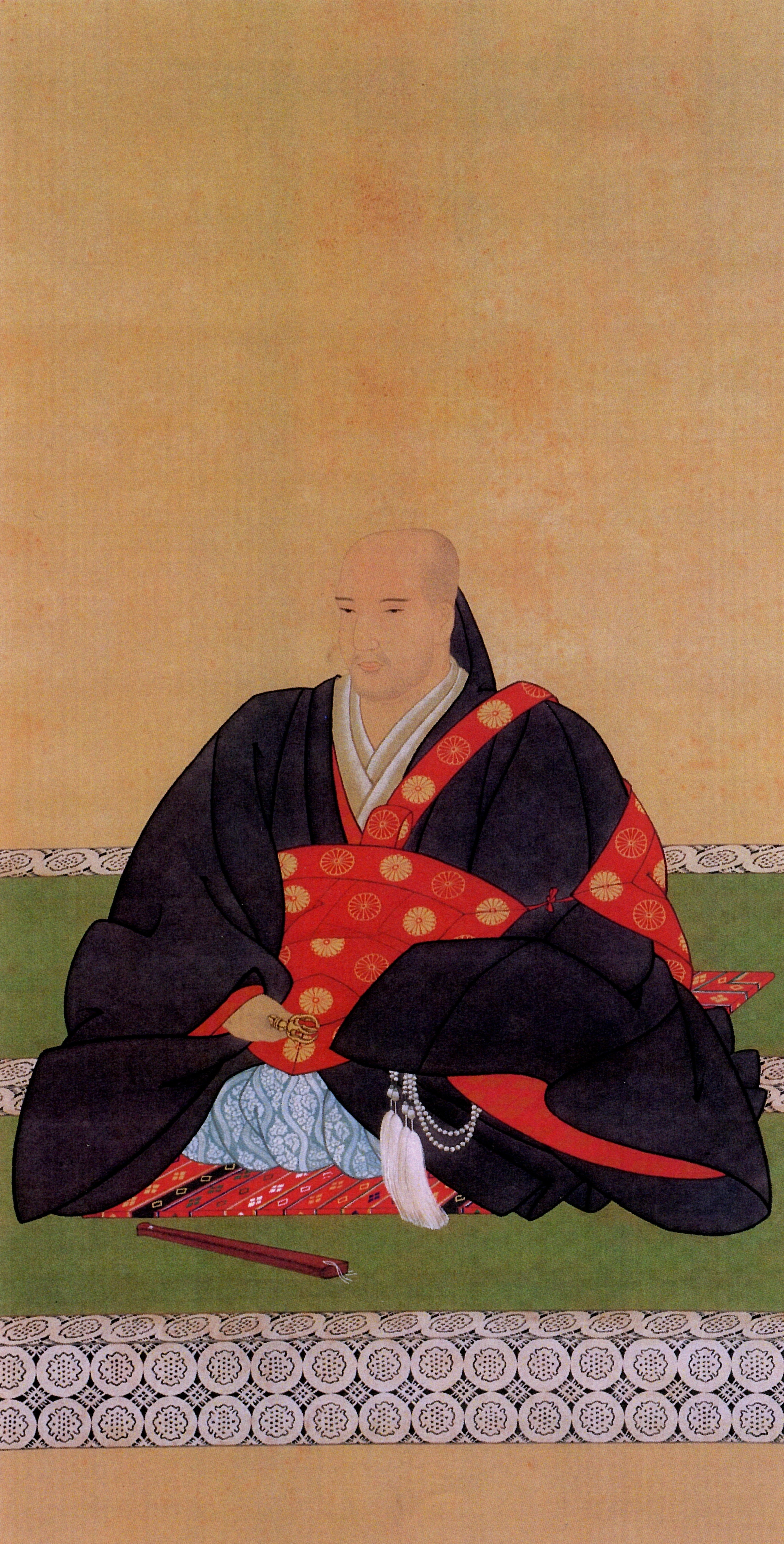
妙法院門主の真仁法親王像。真仁法親王は芸術を愛好し、円山応挙・呉春のパトロンであったことで知られる。

古代より、芸術分野のパトロンは、美術史において大きな役割を果たしてきた。ヨーロッパ中世やルネサンス時代の芸術パトロネージュについてはすでに詳細がよく知られているが、封建時代の日本や伝統的な東南アジアの王国など、世界各地で行われた。芸術パトロネージュは、王室や帝国、貴族制が社会を支配し、相当な資力を有するところなら、どこでも生まれる傾向があった。サミュエル・ジョンソンは、芸術分野のパトロンを次のように定義している。「水に溺れてもがいている人を何もせず眺めていて、その人が岸にたどり着いたら助けようとする者である 」。
為政者、貴族および富裕層は、芸術パトロネージュを彼らの政治的野心、社会的地位および特権を強化するために利用した。すなわち、パトロンは、スポンサーとして機能したのである。なお英語以外のほとんどの言語では、スポンサーとしてのパトロンを指す場合、ローマ皇帝アウグストゥスの寛大な友人かつ助言者であったガイウス・マエケナスに由来する mecenate （メセナ活動家）と呼称する。フィレンツェのメディチ家などのパトロンは、高利貸しにより不正に得た富を資金洗浄するために芸術パトロネージュを利用した。芸術パトロネージュは、特に宗教芸術の創造には重要な役割を果たした。ローマカトリック教会や、後年のプロテスタントは、芸術や建築を支援したが、その成果は、教会、大聖堂、絵画、彫刻および手工芸品などに見られる。
芸術家への後援や、芸術作品の委嘱は、パトロネージュ・システムの最もよく知られた側面であるが、その他の分野にも、パトロネージュの恩恵はあった。自然哲学（前近代の科学）を学ぶ人々、音楽家、作家、哲学者、錬金術師、占星術師や他の学者たちである。様々な分野の重要な芸術家たち（クレティアン・ド・トロワ、レオナルド・ダ・ヴィンチ、ミケランジェロ、シェイクスピア、ベン･ジョンソンなど）は皆、貴族パトロンまたは教会パトロンの支援を求め、享受した。後の人物であるモーツァルトやベートーヴェンも、ある程度はその恩恵にあずかっている。古代中国では芸に優れた芸術家や文化人を推挙し翰林院で活動させていた。
中世ヨーロッパでは貴族が対局相手や指導役としてチェスの名手を食客として招いていた。貴族のメンツを潰さないようにステイルメイトなどの細かいルールを定めたことや、名手同士の公開対局が頻繁に行われたことで技術が向上しより複雑な競技に進化していった。日本では囲碁や将棋の棋士は、江戸時代になると幕府から家禄を受ける家元制度により生活が安定し技術が発展した。
19世紀半ばに入って、ブルジョアと資本主義社会の形態が生まれて初めて、ヨーロッパ文化はパトロネージュ・システムから、現代世界で周知の、博物館や劇場、多数の聴衆、大量消費によるより公的な支援システムに移り変わっていった。日本の棋士は明治維新により幕府が崩壊し収入を失ったが、代わりに新聞社がタイトル戦のスポンサーとなっている。
この種の支援システムは、多くの芸術分野で続いている。スポンサーの性質は、教会から慈善団体へ、また貴族から金持ちへと変遷していったが、「パトロネージュ」という語には、政治におけるよりもより中立的な含意がある。そして単に、芸術家を例えば助成金で直接に支援することを意味している。20世紀後半に、学問の下位分野としてのパトロネージュ研究は進展し始めた。そこには、パトロネージュという現象が、前諸世紀の文化生活において、重要でありながら忘れ去られた役割を果たしていたとの認識がある。

## 慈善団体・福祉団体
慈善団体、福祉団体などの非営利団体は、影響力の大きな人物を団体のパトロンとすることがある。この場合、金銭を伴わない関係であることも多い。パトロンは、自身の人脈とカリスマ性で団体に信用を与え、資金調達や政策の影響を広めるために貢献する。
英国王室は、特にこの分野において活発であり、多くの時間を幅広いパトロネージュに費やしている。

## お得意の客
英語圏では、商店や旅館などのひいき客、常連、お得意などをパトロンと呼称している。
この場合、それほど高価ではないオプションがあるが、それが目的というよりは、客自身の義理や愛顧心から小さな地元企業や商店等を支援している。こうした、客のひいきや愛顧に基づく慣習は、パトロネージュと呼ばれる。パトロンは、消費者で組織する協力団体の会員となり、協同組合が生み出した譲与または利益の配当を受け取る権利をもつ。
また、図書館などの施設利用者を指すこともある。

## ジャーナリズム
北米のたいていのニュース会社にとって、スポンサーからの広告収入に次ぐ収入源は、視聴者の会員や慈善事業家である。この場合の、視聴者会員や慈善事業家などを、パトロンと呼称する。

## スポーツ
スポーツの分野において、現代でも使用例がある。
プロゴルフの四大選手権の一つであるマスターズ・トーナメントでは、観客やファンを、パトロンと呼んでいる。これはオーガスタ・ナショナル・ゴルフクラブの主張によるが、しばしばスポーツ記者やメディアの揶揄の対象とされている。
ポロにおいては、一人以上のプロ選手を雇うことによってチームを結成する人物を指す。チームの他の選手は、パトロン自身やアマチュアでもかまわず、最近は女性も増えている。
また、ゲーリック体育協会が主催するハーリングまたはゲーリックフットボールに関わる人物を指して、パトロンと呼ぶ。

## 政治
政治指導者がもつ、官僚任命に関する絶大なパトロネージュ的裁量権、つまり、政権における上級幹部たちの公認の権力のことを、パトロネージュと呼称し、そうした権力をもつ人をパトロンと呼称する。政府幹部が多数の任命権を持ち、かつ、利益をともなうものもある。民主主義政権のなかには、高級官僚の任命は、米国上院の諮問による承認議会で審議された上で承認されるところがある。そうした政治パトロネージュは、法律または倫理規定に違反することがある。一例として、政治リーダーたちが縁故主義や身びいきに関与することであり、友人または親類に、非競合的政府契約を不正に供与したり、公共サービス機関が無資格の家族や友人を採用するように強要することなどが挙げられる。
日本など、議院内閣制にウェストミンスター・システムを採用する国などは該当しない。

### 米国
米国においては、金ぴか時代とも呼ばれた19世紀後半、パトロネージュは、物議を醸すテーマであった。タマニー・ホールの「ボス・トウィード」ことウィリアム・M・トウィードは、米国の歴史上最も腐敗しているといわれた政治機構において最も悪名高き政治家であった。トウィードと仲間は、短い間であったが、絶対的な権力を以ってニューヨーク市政とニューヨーク州政を支配した。トウィードの影響力の絶頂期には、ニューヨーク市で3番目の大地主であり、エリー鉄道、第10銀行、ニューヨーク印刷会社の理事を務め、メトロポリタンホテルのオーナーであった。彼はアメリカ合衆国下院議員、ニューヨーク市評議会委員、ニューヨーク州上院議員も歴任している。1873年、トウィードは、4千万ドルから70億ドルの公金を流用した疑いで訴追された。
1881年、ジェームズ・ガーフィールドがアメリカ合衆国大統領に就任した時期は、猟官制が幅をきかせていて賄賂が横行していた。しかし、選挙運動の見返りとしての役職につけなかったチャールズ・J・ギトーが、1881年にガーフィールドを暗殺し、わずか6ヶ月と15日の在任となった。以降の政治暴力を阻止し、また大衆の怒りを鎮めるため、下院は1883年に市民サービス委員会の設立を定めたペンドルトン法を通過させた。以来、殆どの連邦政府の職務の応募者は、試験を受けなければならないことになった。連邦政治家による官僚任命に関する影響力は衰退し、これによって国家の政治問題としてのパトロナージュも消えていった。
1969年より、シカゴ最高裁判所におけるマイケル･シャクマンとクック郡の民主党組織との法廷闘争が起こり、政治的パトロネージュとその合憲性が論議を引き起こした。シャクマンは、シカゴの政治で行われているパトロネージュの殆どは第1条及び第14条に違反する非合法であると申し立てた。一連の法廷闘争と交渉の結果、二つの政党は、シャクマン法に合意した。これらの合意がなされた結果、公務員が雇用されるかどうかが、政治的忠誠心の有無に影響されてはならないことが宣言された。ただし、政治的傾斜のある役職に関しては、例外がある。この件は、未確定の事項がまだ残っており、現在も交渉が続けられている。
政治的パトロネージュは、低いレベルでかつ金銭的手段によって絡めとられていないケースに関しては、必ずしも不適切とはいえない。米国では、米国憲法は、大統領に対して、政府の役職を任命する権限を与えている。大統領はまた、議会の承認を得ずに個人的顧問を任命できる。当然のことであるが、これらの個人は、大統領に支援者になる傾向がある。同様に、州や地方レベルにおいて、知事や市長たちは任命権を持つ。学者の中には、その者を評価する目的のためにパトロネージュを使ってよいと主張する者もいる。例えば、マイノリティのコミュニティメンバーを高位の役職に任命することによって、その存在を認定したりするものである。ベアフィールドは、パトロネージュは、４つの一般的目的（政治的組織の創設または強化；民主的または平等的目的の達成；政治的格差を埋め、連立を創造するため；既存のパトロネージュシステムの変更）のため以外には使用すべきでないとの論を発表している。

### ロシア
ソビエト連邦では、1923年3月、ウラジーミル・レーニンが脳卒中の診断のため政界から引退した後、政権闘争が勃発した。アレクセイ・ルイコフ、プラウダ編集長のニコライ・ブハーリン、赤色労働組合インターナショナル書記長のミハイル・トムスキー、ソビエト連邦共産党書記長のヨシフ・スターリンによるものであった。スターリンは、パトロネージュを用いて、多くのスターリニズムの代表者（ヴャチェスラフ・モロトフ、ラーザリ・カガノーヴィチ、グリゴリー・オルジョニキーゼ、そしてミハイル・カリーニン等）を任命して、の政治局員や人民委員に就任させ、投票を有利になるよう仕向けた結果、1929年までにスターリンはソ蓮の強力なリーダーとなった。

### フィリピン
フィリピンの政治的パトロネージュは、「パドリノシステム（Padrino System）」と呼ばれる。俗語では「スターフルーツ」とも呼ばれ、多くの紛糾や腐敗の源泉になってきた。フィリピンでは、パドリノを得ずして政界入りはできないというのが公然の秘密になっている。最下層のバランガイ（村・区）官僚からフィリピン大統領に至るまで、政治的負債を負った者が政治的立場を利用し恩恵を与えることにより、富は得られないにしても、自らの経歴や勢力の拡大が見込まれる。

### クルド人社会
クルド人社会においても伝統的な政治的パトロネージュが存在する。典型的なものが部族社会であり、部族のメンバーは、族長のパトロネージュを受ける

## 科学
中世のペルシャ社会において、貴族階級が科学的研究に対して財政支援をした歴史的な例がある。
バルマク家のパトロン制度は、インド科学やアカデミーの奨学制度をアラブ世界に広めることに寄与した。当時、バルマク家はジャービル・イブン＝ハイヤーン、ブクティスなどの学者の後援者であった。バルマク一門の権力は、千夜一夜物語に記されている。

バーナキ (805)は、物理学者のパトロンとして知られている。彼は特に、ヒンディー語の医学書をアラビア語およびペルシャ語双方に翻訳する事業を支援した。しかし、こうした類の彼の活動は、イラクの裁判所の管轄下で行われた。そこでは、ハルン・アル・ラシード(786-809)の命令の下、そうした書籍がアラビア語に翻訳された。こうして、クラサン地域とアムダリア川地区は、インドからイスラムへの学問の移動において効果的に迂回された。しかしながら、バルマキーの文化的見地は、その一部が出身地であるアフガン北部に依拠していることは疑念の余地はない。したがって、ヤフヤ・アル・バルマキーの医学への関心は、もはや追跡不能な家系的伝統から生まれたものではなかったかもしれない。

## 教会

### カトリック
1679年5月6日、スペインで、聖母マリアのパトロナージュ（英: Patronage of Our Lady）が、神聖宗教会議法により制定された。スペイン王のフェリペ4世が、スペインの全教会を対象とし、イスラム教徒、異教徒及び他の敵に対する勝利の記念として、聖母マリアにまつわる聖人暦を制定したものである。

### 英国国教会
英国国教会において、パトロナージュは、特定の教区の聖職禄のための候補者を推す権利を表す用語として使われている。

### 長老派教会
スコットランドの教会パトロネージュ法(1711年-1874年)は、スコットランド国教会から多くの分派を生み、これによって、自由教会（国家の干渉から自由という意味）が設立した。